# 第一基本形式
微分幾何学における第一基本形式（英: first fundamental form）とは、 R3の標準内積から標準的に誘導される3次元ユークリッド空間中の曲面の接空間上の内積を言う。これにより全体空間（ambient space）と一致する方法で曲面の曲率や例えば長さと面積などの曲面の計量的性質を計算することができるようになる。第一基本形式は、ローマ数字の I で表示される。{\displaystyle \mathrm {I} (x,y)=\langle x,y\rangle .}

## 定義
X(u, v)を媒介変数表示された曲面（parametric surface）とする。このとき、2つの接線ベクトルの内積は次のようになる。{\displaystyle {\begin{aligned}&{}\quad \mathrm {I} (aX_{u}+bX_{v},cX_{u}+dX_{v})\\&=ac\langle X_{u},X_{u}\rangle +(ad+bc)\langle X_{u},X_{v}\rangle +bd\langle X_{v},X_{v}\rangle \\&=Eac+F(ad+bc)+Gbd,\end{aligned}}}ここで、 E 、 F 、およびGは、第一基本形式の係数（coefficients of the first fundamental form）である。
第一基本形式は対称行列として表現することもできる。{\displaystyle \mathrm {I} (x,y)=x^{\mathsf {T}}{\begin{bmatrix}E&F\\F&G\end{bmatrix}}y}

## ほかの表記法
第一基本形式がただ1つの引数のみで記述される場合、第一基本形式はそのベクトルとそれ自身の内積を表示することになる。{\displaystyle \mathrm {I} (v)=\langle v,v\rangle =|v|^{2}}第一基本形式は、しばしば、計量テンソルの現代的な表記として記述される。このとき、係数は gij として以下のように記述される。{\displaystyle \left(g_{ij}\right)={\begin{pmatrix}g_{11}&g_{12}\\g_{21}&g_{22}\end{pmatrix}}={\begin{pmatrix}E&F\\F&G\end{pmatrix}}}計量テンソルの成分は接ベクトル X1 と X2 の内積として計算される。{\displaystyle g_{ij}=X_{i}\cdot X_{j}}ただし、i, j = 1, 2 。以下の例を参照せよ。

## 長さと面積の計算
第一基本形式は、曲面の計量的な性質を完全に記述する。したがって、第一基本形式によって曲面上の曲線の長さや曲面上の領域の面積の計算ができるようになる。線素（line element）ds は、第一基本形式の係数を用いて次のように表すことができる。{\displaystyle ds^{2}=E\,du^{2}+2F\,du\,dv+G\,dv^{2}\,.}古典的な面積要素 dA = |Xu × Xv| du dv は、ラグランジュの恒等式（Lagrange's identity）を補助的に使って、第一基本形式を用いて表すことができる。{\displaystyle dA=|X_{u}\times X_{v}|\ du\,dv={\sqrt {\langle X_{u},X_{u}\rangle \langle X_{v},X_{v}\rangle -\left\langle X_{u},X_{v}\right\rangle ^{2}}}\,du\,dv={\sqrt {EG-F^{2}}}\,du\,dv.}

### 例：球面上の曲線
R3の単位球上の球面曲線は、次のように媒介変数表示することができる。{\displaystyle X(u,v)={\begin{bmatrix}\cos u\sin v\\\sin u\sin v\\\cos v\end{bmatrix}},\ (u,v)\in [0,2\pi )\times [0,\pi ].}X(u,v) を u と v に関して微分すると、次のようになる。{\displaystyle {\begin{aligned}X_{u}&={\begin{bmatrix}-\sin u\sin v\\\cos u\sin v\\0\end{bmatrix}},\\X_{v}&={\begin{bmatrix}\cos u\cos v\\\sin u\cos v\\-\sin v\end{bmatrix}}.\end{aligned}}}第一基本形式の係数は、この偏導関数の内積を取ることで得ることもできる。{\displaystyle {\begin{aligned}E&=X_{u}\cdot X_{u}=\sin ^{2}v\\F&=X_{u}\cdot X_{v}=0\\G&=X_{v}\cdot X_{v}=1\end{aligned}}}すなわち、次のようになる。{\displaystyle {\begin{bmatrix}E&F\\F&G\end{bmatrix}}={\begin{bmatrix}\sin ^{2}v&0\\0&1\end{bmatrix}}.}

#### 球面上の曲線の長さ
単位球面の赤道は、次の式で与えられる媒介変数表示された曲線である。{\displaystyle (u(t),v(t))=(t,{\tfrac {\pi }{2}})}t の範囲は 0 から 2π である。線素は曲線の長さを計算するために用いられることもある。{\displaystyle \int _{0}^{2\pi }{\sqrt {E\left({\frac {du}{dt}}\right)^{2}+2F{\frac {du}{dt}}{\frac {dv}{dt}}+G\left({\frac {dv}{dt}}\right)^{2}}}\,dt=\int _{0}^{2\pi }\left|\sin v\right|dt=2\pi \sin {\tfrac {\pi }{2}}=2\pi }

#### 球面上の領域の面積
面積要素は、単位球面の面積を計算するために用いられることもある。{\displaystyle \int _{0}^{\pi }\int _{0}^{2\pi }{\sqrt {EG-F^{2}}}\ du\,dv=\int _{0}^{\pi }\int _{0}^{2\pi }\sin v\,du\,dv=2\pi \left[-\cos v\right]_{0}^{\pi }=4\pi }

## ガウス曲率
曲面のガウス曲率は次の式で与えられる。{\displaystyle K={\frac {\det \mathrm {I\!I} }{\det \mathrm {I} }}={\frac {LN-M^{2}}{EG-F^{2}}},}ここで、 L 、 M 、およびNは、第二基本形式の係数である。
ガウスのTheorema Egregiumは、曲面のガウス曲率は第一基本形式とその微分を用いるだけで表すことができるということを主張しており、したがって、ガウス曲率 K は、事実として、曲面の内在的な不変量であるということを主張している。第一基本形式に関するガウス曲率の明示的な表現は、 Brioschiの式によって与えられる。